# Ardley Island
Ardley Island ist eine Insel im Archipel der Südlichen Shetlandinseln.

## Geographie
Die Insel liegt in der Maxwell Bay unmittelbar vor der Südwestküste von King George Island. Bei Ebbe ist sie über den 400 m langen Ardley-Isthmus mit der Fildes-Halbinsel verbunden. Bei einer Länge von zwei Kilometern und einer Breite von bis zu einem Kilometer besitzt Ardley Island eine Fläche von 1,2 km². Die Insel ist relativ flach, es überwiegen Höhen von 30 bis 40 Metern. Nur im zentralen Teil werden über 60 Meter Höhe erreicht. Vor ihrem südöstlichen Ausläufer liegt Qixing Yan, eine markante Gruppe von Klippenfelsen und Brandungspfeilern.
Im Sommer ist die Insel annähernd eisfrei. In dieser Jahreszeit gibt es kleinere Bäche und Seen, die sich aus Schmelzwasser speisen.

## Geschichte
Kartiert als Ardley-Halbinsel wurde sie 1935 von Teilnehmern der britischen Discovery Investigations von Bord der RRS Discovery II. Namensgeber ist Richard Arthur Blyth Ardley (1906–1942), Offizier dieses Schiffs bei den Forschungsfahrten von 1929 bis 1931 und von 1931 bis 1933. Luftaufnahmen der Falkland Islands and Dependencies Aerial Survey Expedition (FIDASE) von 1956 bewiesen jedoch den Inselcharakter von Ardley Island.
An der Nordküste befinden sich die chilenische, nur im Sommer besetzte Forschungsstation „Base Julio Ripamonti“ und die argentinische Feldhütte „Ballve“, an der Nordostspitze die 1981 von DDR-Wissenschaftlern errichtete, heute ebenfalls chilenische Feldhütte „Refugio Julio Ripamonti“.

## Flora und Fauna

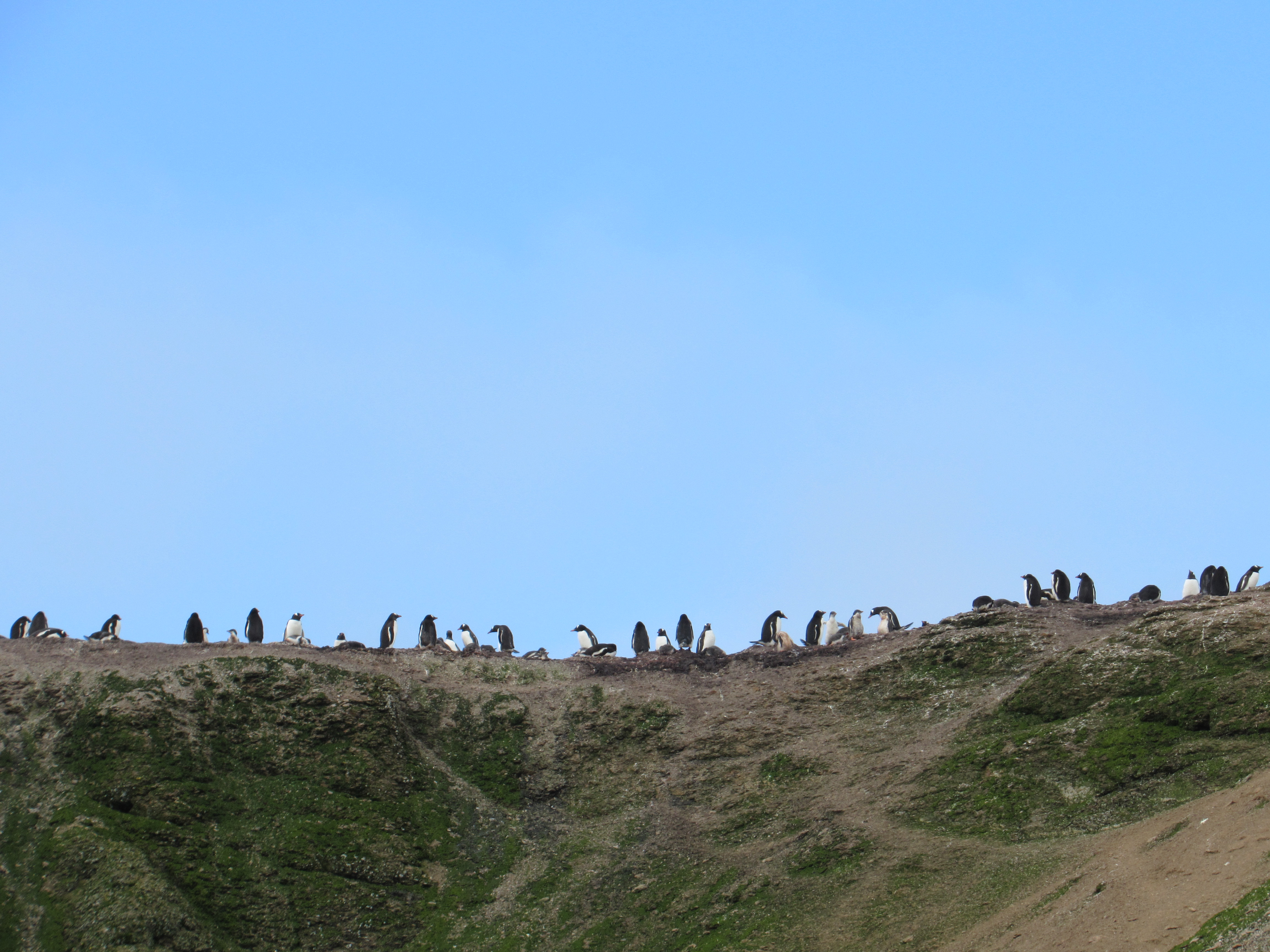
Eselspinguine auf Ardley Island im Dezember 2018

Ardley Island weist eine für die Antarktis dichte und weit entwickelte Vegetation auf. An höheren Arten kommt nur die Antarktische Schmiele vor, die vor allem die Nordküste seit den 1990er Jahren kolonisiert. Besonders im östlichen Teil der Insel gibt es große Moosflächen, die sich aus verschiedenen Arten zusammensetzen. Im Nordosten und Osten der Insel behindern hohe Kotmengen der dortigen Pinguinkolonien die Entwicklung der Vegetation. In eutrophierten Bereichen mit hohen Werten organischen Stickstoffs ist die Grünalge Prasiola crispa häufig. Auf den Hügeln dominieren Flechten der Gattungen Himantormia und Usnea.
Drei Pinguinarten brüten auf Ardley Island. Die größte Population ist mit einer Schwankungsbreite zwischen 3000 und 6000 Paaren die des Eselspinguins. Ende der 1970er Jahre war der Zügelpinguin mit etwa 200 Paaren vertreten. Nach dem Bau des Flughafens „Teniente Rodolfo Marsh“ auf der Fildes-Halbinsel ist der Bestand jedoch stark zurückgegangen und betrug im Sommer 2014/15 nur noch 15 Paare. Stark abgenommen hat auch die Population des Adeliepinguins von 1500 Brutpaaren im Sommer 1993/94 auf 260 im Sommer 2014/15. Weitere Brutvögel auf Ardley Island sind der Riesensturmvogel, der Kapsturmvogel, die Buntfuß-Sturmschwalbe, der Schwarzbauch-Meerläufer, der Weißgesicht-Scheidenschnabel, die Dominikanermöwe, Antipodenseeschwalbe, die Subantarktikskua und die Antarktikskua.
In den Gewässern der Maxwell Bay und an den Stränden Ardley Islands werden regelmäßig Weddellrobben, Krabbenfresser, Südliche See-Elefanten, Antarktische Seebären und Seeleoparden angetroffen.
Im Ripamonti-See konnte die Zuckmücke Parochlus steinenii nachgewiesen werden.

## Naturschutz
Zum Schutz der Vogelpopulationen, und um Bedingungen zur ungestörten Erforschung der sie beeinflussenden Faktoren zu schaffen, wurde Ardley Island zum besonders geschützten Gebiet der Antarktis ASPA-150 nach Anlage V (Schutz und Verwaltung von Gebieten) des Umweltschutzprotokolls zum Antarktisvertrag erklärt. Das Gebiet wird außerdem von BirdLife International als Important Bird Area (AQ048) ausgewiesen.